# Панама-В'єхо
Панама-В'єхо або Стара Панама (ісп. Panama Viejo) — залишки старої Панами та колишня столиця країни, розташована в приміських районах сучасного міста. Разом з історичним центром Панами входить до складу Світової спадщини ЮНЕСКО.
Місто було засноване 15 серпня 1519 року Петером Аріасом і сотнею поселенців та стало першим постійним іспанським поселенням на узбережжі Тихого океану. Через два роки, в 1521 році, поселення отримало статус міста королівським наказом та отримало власний герб. Вже через кілька років з міста почали вирушати експедиції до Перу, а місто стало важливим транзитним центром для перевезення золота і срібла до Іспанії.
В 1539 та 1563 роках місто значно постраждало в результаті пожеж, що не зашкодило його швидкому розвитку. В 1610 році його населення становило 5000 мешканців, тут знаходилися собор та лікарня. На початку 17 століття місто було кілька разів атаковане піратами та місцевими індіанцями, а 2 травня 1620 року постраждало від землетрусу. В 1644 році нова пожежа зруйнувала більшу частину релігійних будівель, включаючи собор. На цей час населення міста становило 8000 мешканців, а в 1670 році — 10 тис. 28 січня 1671 року на місто напала піратська армія у 1400 чоловік на чолі з Генрі Морґаном, що перетнула Панамський перешийок. Пірати взяли місто в облогу, під час якої у місті почалася пожежа, розпочата або піратами, або його губернатором, в результаті якої місто було практично зруйновано, а значна частина населення загинула. В результаті місто було відновлене, але на новій ділянці, за декілька кілометрів на захід, на місці сучасного центра Панами.